# Rumania en los Juegos Olímpicos de Cortina d'Ampezzo 1956
Rumanía estuvo representada en los Juegos Olímpicos de Cortina d'Ampezzo 1956 por un total de 19 deportistas que compitieron en 4 deportes.  
El equipo olímpico rumano no obtuvo ninguna medalla en estos Juegos.